# Сукуи Нагэ
Сукуи Нагэ (яп. 掬投 сукуи нагэ, опрокидывание, передний переворот руками (бросок подхватом ног соперника руками)) — приём в дзюдо, входящий в раздел бросков, группу бросков из стойки, класс бросков для проведения которых в основном используются руки. 
Бросок за четвёртым номером входит в четвёртую группу дай ёнкю списка приёмов дзюдо  син-го кю 1920 года разработанного Дзигоро Кано. В настоящее время входит в список 67 приёмов Кодокан-дзюдо. Представляет собой переворот противника как назад, так и вперёд с захватом бедра сзади-изнутри. Последний вариант приёма называется Тэ Гурума, буквально «колесо через руку», боковой переворот. Часто применяется как контрприём против бросков вперёд. 
В спортивном дзюдо запрещён правилами 2014 года.